# 阿盧普卡
阿盧普卡法理上是乌克兰克里米亚自治共和国雅尔塔区的城市，事实上隶属于俄罗斯克里米亞共和國雅尔塔市议会。該市位於黑海沿岸，始建于10世纪，面積4平方公里，海拔高度90米，2021年人口数量为9,063人。

## 图集

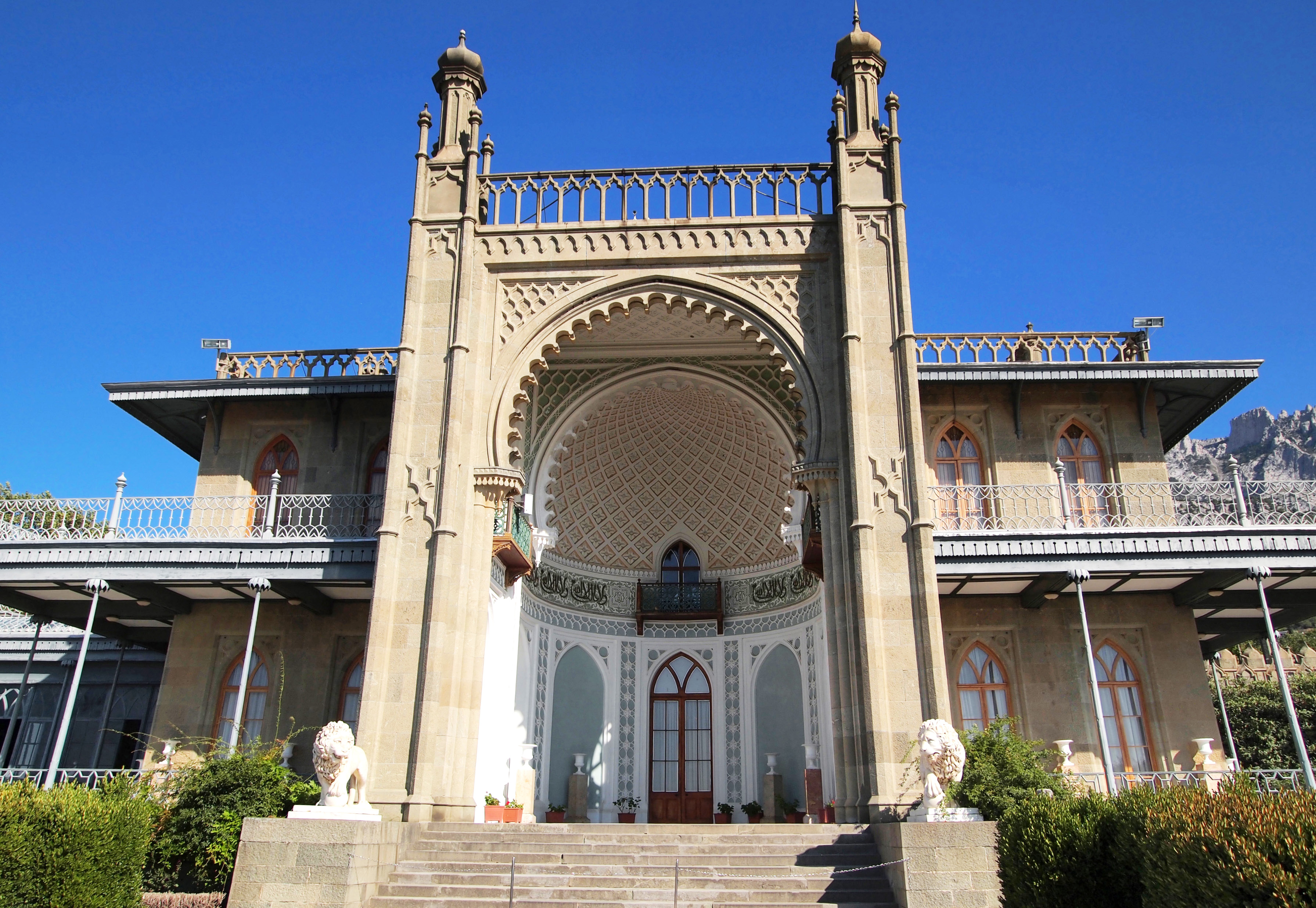
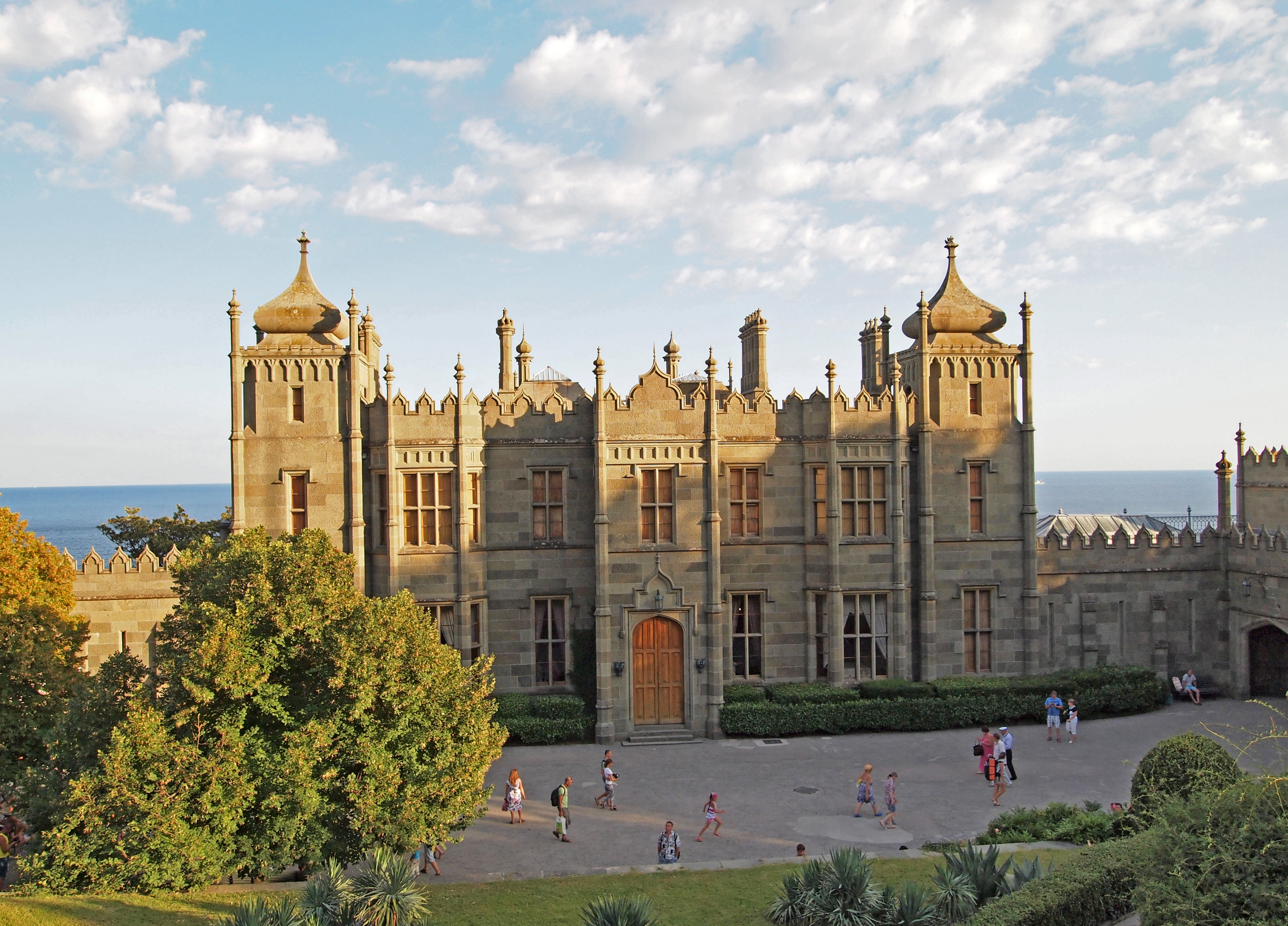
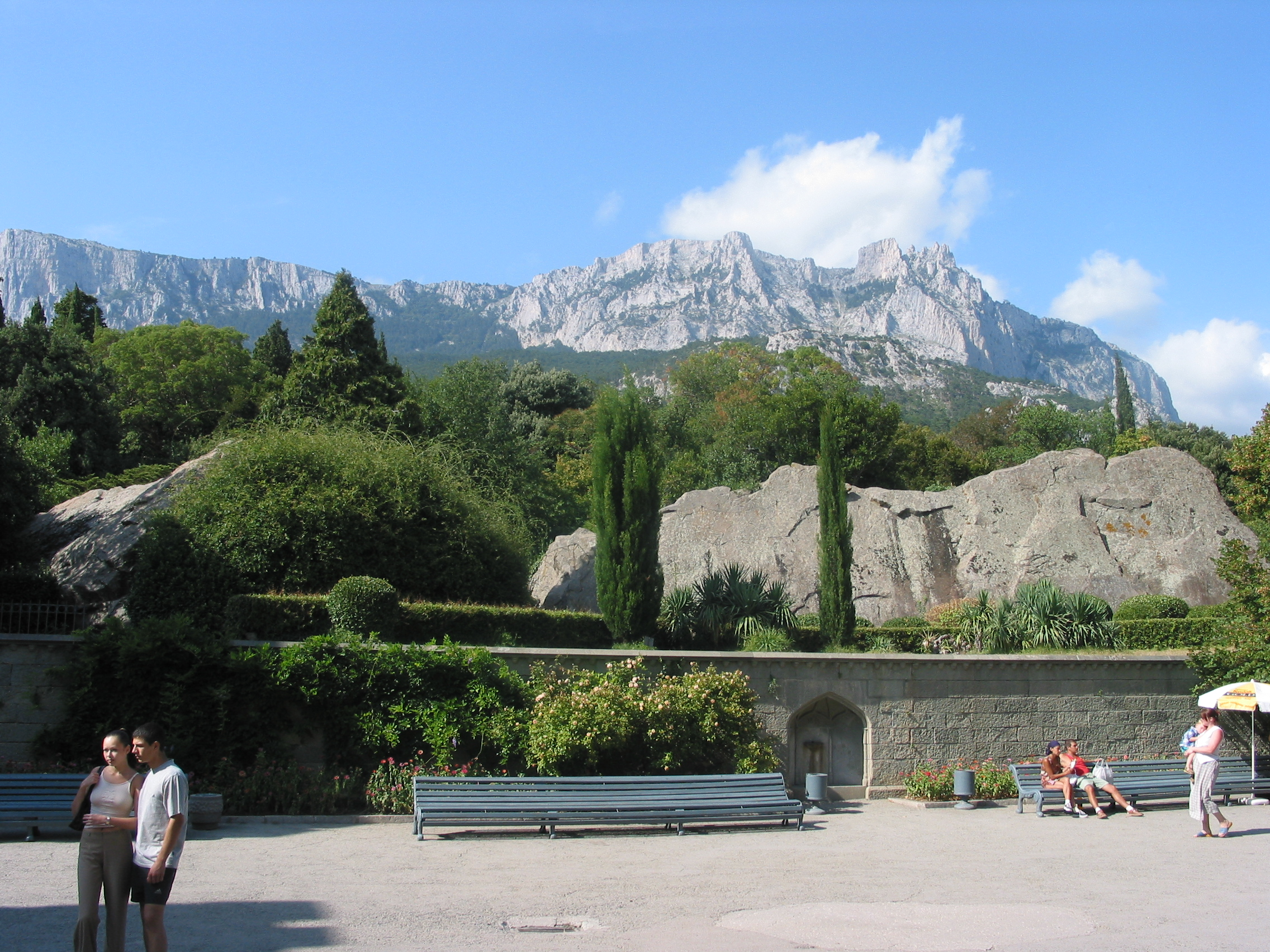
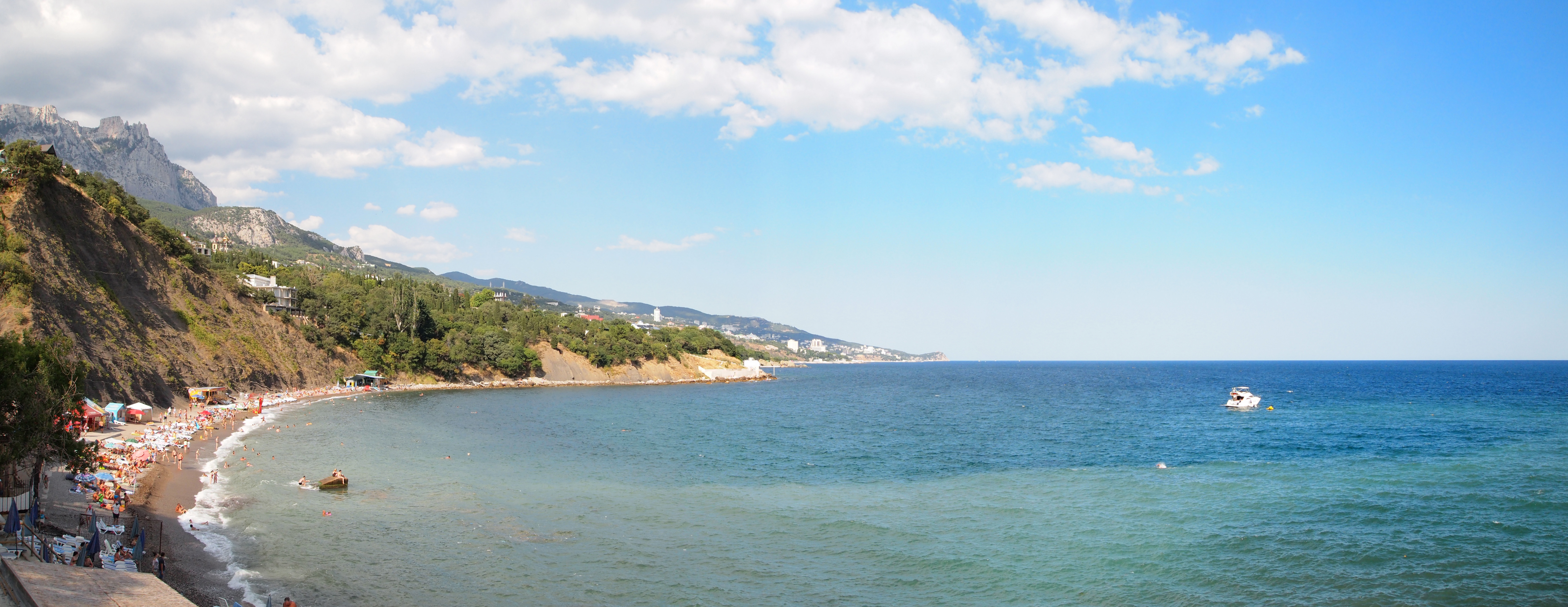